# Finale de la Coupe d'Afrique des nations de football 1980
Navigation
Finale de la CAN
1978 Finale de la CAN
1982
La finale de la CAN 1980 est un match de football qui a eu lieu le 22 mars 1980, au Lagos National Stadium de Lagos, au Nigeria, pour déterminer le vainqueur de la Coupe d'Afrique des Nations 1980. Le Nigeria a battu l'Algérie 3-0 avec deux buts de Odegbami et un but de Lawal, pour gagner sa première Coupe d'Afrique.

## Feuille de match
| 22 mars 1980 | Nigeria                     | 3 – 0 | Algérie | Surulere Stadium, Lagos                             |                                                     |
|              | Odegbami 2e 42e · Lawal 50e |       |         | Spectateurs : 85 000 Arbitrage : Gebreyesus Tesfaye | Spectateurs : 85 000 Arbitrage : Gebreyesus Tesfaye |
|              | Rapport                     |       |         | Spectateurs : 85 000 Arbitrage : Gebreyesus Tesfaye | Spectateurs : 85 000 Arbitrage : Gebreyesus Tesfaye |

| Nigeria | Algérie |

| Nigeria        |    |                   |  |          |
| Gardien de but | 1  | Best Ogedegbe     |  |          |
|                | 2  | David Adiele      |  |          |
|                | 5  | Christian Chukwu  |  |          |
|                | 6  | Tunde Bamidele    |  |          |
|                | 8  | Aloysius Atuegbu  |  |          |
|                | 10 | Godwin Odiye      |  | Remplacé |
|                | 9  | Felix Owolabi     |  |          |
|                | 3  | Okey Isima        |  |          |
|                | 7  | Segun Odegbami    |  |          |
|                | 4  | Mudashiru Lawal   |  |          |
|                | 11 | Adokie Amiesimaka |  |          |
| Remplaçants :  |    |                   |  |          |
|                | 22 | Kadiri Ikhana     |  | Entré    |
|                | 12 | Moses Effiong     |  |          |
|                | 13 | Emmanuel Okala    |  |          |
|                | 14 | Sylvanus Okpala   |  |          |
|                | 15 | Ifeanyi Onyedika  |  |          |
|                | 16 | Martin Eyo        |  |          |
|                | 17 | John Orlando      |  |          |
|                | 18 | Shefiu Mohamed    |  |          |
|                | 19 | Charles Bassey    |  |          |
|                | 20 | Henry Nwosu       |  |          |
|                | 21 | Franck Onwuachi   |  |          |
| Entraîneur :   |    |                   |  |          |
| Otto Gloria    |    |                   |  |          |

| Algérie                          |    |                      |  |          |
|                                  |    |                      |  |          |
| Gardien de but                   | 1  | Mehdi Cerbah         |  |          |
|                                  |    | Chaabane Merzekane   |  |          |
|                                  |    | Abdelkader Horr      |  |          |
|                                  |    | Mohamed Khedis       |  |          |
|                                  | 3  | Mustapha Kouici      |  |          |
|                                  |    | Bouzid Mahyouz       |  |          |
|                                  | 8  | Ali Fergani          |  |          |
|                                  | 10 | Lakhdar Belloumi     |  |          |
|                                  | 7  | Salah Assad          |  |          |
|                                  | 9  | Tedj Bensaoula       |  | Remplacé |
|                                  |    | Hocine Benmiloudi    |  | Remplacé |
| Remplaçants :                    |    |                      |  |          |
|                                  |    | Abderrazak Harb      |  |          |
|                                  |    | Abderrahmane Derouaz |  |          |
|                                  |    | Mahmoud Guendouz     |  |          |
|                                  |    | Salah Larbès         |  |          |
|                                  |    | Mohamed Ouamar Ghrib |  |          |
|                                  |    | Redouane Guemri      |  | Entré    |
|                                  | 11 | Rabah Madjer         |  | Entré    |
|                                  |    | Smaïl Slimani        |  |          |
| Sélectionneur :                  |    |                      |  |          |
| Mahieddine Khalef Zdravko Rajkov |    |                      |  |          |

|  |